# Kia Tigers
Los Kia Tigers (기아 타이거즈) son un equipo de béisbol profesional fundado en 1982. Los Tigres son miembros de la Organización Coreana de Béisbol, en la cual han logrado 11 de los 22 títulos disputados en el campeonato local. Tienen sede en el Estadio Kia Champions Field de Gwangju.

## Títulos Obtenidos
Locales
10 Títulos locales
1983· 1986· 1987· 1988· 1989· 1991· 1993· 1996· 1997· 2009· 2017

## Jugadores
Róster de Kia Tigers actualizado el 31 de agosto de 2013.